# عمر (ویرجینیای غربی)
عمر(به انگلیسی: Omar) شهری در ایالت ویرجینیای غربی کشور ایالات متحده آمریکا است که جمعیت آن در سرشماری سال ۲۰۱۰ میلادی، ۵۵۲ نفر بوده‌است.